# Steve Ittershagen
Steve Johannes Ittershagen (* 27. listopadu 1976 Freiberg) je německý politik (CDU). Je hlavním koordinátorem zájmové skupiny Freiberger Muldentalbahn (Freiberská dráha), která je zrcadlovou organizací česko-saské zájmové skupiny Moldavská dráha (Moldauer Bahn). Obě skupiny spolupracují od roku 2018 na prosazení znovupropojení historického železniční trati Teplice/Most-Moldava-Freiberg (Moldavská dráha).

## Životopis
Pochází z římsko-katolické rodiny. V roce 1996 složil maturitu a v roce 2004 dosáhl titulu MgA. v oboru politické vědy a historie na Technické univerzitě v Drážďanech. Mezi lety 1999 a 2001 pracoval na Saském ministerstvu vnitra. Od roku 2004 byl vědeckým pracovníkem při Německém spolkovém sněmu. Od roku 2005 pracoval jako personální ředitel společnosti Eisenbahn-Bau- und Betriebsgesellschaft Pressnitztalbahn mbH (viz též Přísečnická dráha). V roce 1994 vstoupil do organizace Mladých křesťanských demokratů Sasko-Dolní Slezsko. V roce 1995 se stal členem Křesťanskodemokratické unie (CDU). Od roku 2009 je členem městské rady města Freiberg a místopředsedou městské frakce CDU.
Ve volbách do Saského zemského sněmu získal 42,2 procenty přímých hlasů mandát ve volebních okrsku Střední Sasko.
V zemských volbách 2019 podlehl přímému kandidátovi krajně pravicové strany Alternativa pro Německo (AfD) Rolfu Weigandovi a Saský zemský sněm tak opustil. Steve Ittershagen patří k politikům CDU, kteří jakoukoli spolupráci s AfD od počátku vylučují.
Byl zvolen místostarostou města Freiberg.
Je hlavním koordinátorem zájmové skupiny obcí a dalších regionálních institucí Freiberger Muldentalbahn (Freiberská dráha), která je zrcadlovou organizací česko-saské zájmové skupiny Moldavská dráha (Moldauer Bahn). Obě skupiny spolupracují od roku 2018 na prosazení znovupropojení historického železniční trati Teplice/Most-Moldava-Freiberg (Moldavská dráha).
Od roku 1. června 2021 je jednatelem saského Montanregionu Erzgebirge/Krušnohoří .